# Wimborne Minster
Wimborne Minster (a menudo llamada Wimborne por los locales) es una localidad ubicada en el distrito de gobierno local de East Dorset y en la circunscripción electoral de Mid Dorset and North Poole, dentro del condado de Dorset (Inglaterra). Se sitúa en la confluencia de los ríos Stour y Allen, unos 8 km al norte de Poole. Según el censo de 2001, la localidad en sí misma cuenta con una población de 6.418 habitantes. Es una ciudad hermana de la comuna francesa de Valognes (Departamento de la Mancha, Baja Normandía).
El nombre «Wimborne Minster», se refiere literalmente a la minster de Wimborne, un título honorífico de ciertas iglesias monásticas de fundación anglosajona.

## Arquitectura y edificios

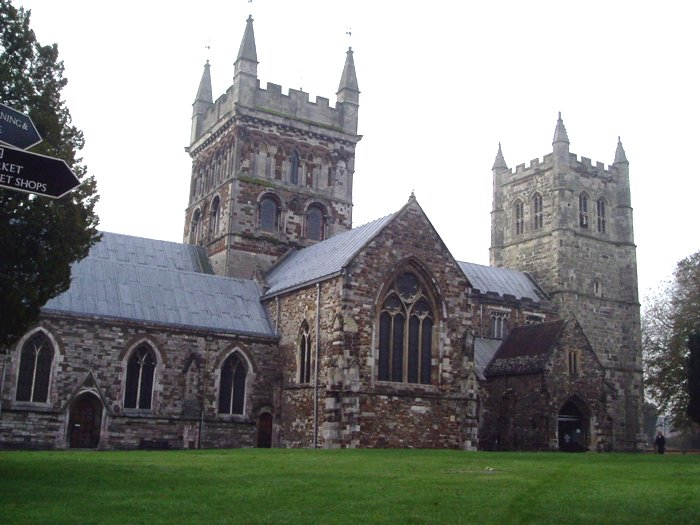
Iglesia de Wimborne Minster.

La arquitectura de Wimborne es considerada como una de las principales colecciones edilicias de Dorset de los siglo XV, XVI y XVIII. Las normas locales han prohibido la construcción de edificios nuevos en algunas áreas tales como Corn Market y High Street, la cual ha preservado casi todas sus construcciones originales. Los ejemplos más interesantes de arquitectura inglesa en el lugar incluyen la centenaria iglesia de Wimborne Minster, el ayuntamiento, el Priest's House Museum y docenas de negocios y bares de los siglo XVI, XVII y XVIII. En Wimborne, se ubica además el Tivoli Theatre, un cine-teatro art decó de la década de 1930.
La iglesia de Wimborne Minster, de arquitectura sajona con elementos normandos y góticos, es famosa por ser el lugar en donde descansan los restos del rey Etelredo (hermano de Alfredo el Grande), de Juan Beaufort, Duque de Somerset, y de su esposa (padres de Margarita Beaufort y abuelos maternos de Enrique VII).
Cerca de la localidad se halla la mansión Kingston Lacy, residencia de la saga Bankes durante tres siglos y actualmente abierta como museo. Exhibe importantes pinturas de Sebastiano del Piombo, Rubens, Velázquez y Guido Reni, entre otros artistas.